# 마르코 파롤로
마르코 파롤로(이탈리아어: Marco Parolo, 1985년 1월 25일 ~ )는 이탈리아의 전 축구 선수이다. 중앙 미드필더에서 주로 활약했다.